# Oana Lungescu
Oana Lungescu (ur. 29 czerwca 1958 w Bukareszcie) – rumuńska dziennikarka, była wieloletnia pracownica BBC World Service. W latach 2010-2023 rzeczniczka prasowa NATO.

## Kariera zawodowa
Jest absolwentką liceum anglojęzycznego w Bukareszcie oraz studiów w zakresie anglistyki i iberystyki na Uniwersytecie Bukareszteńskim. Przez pierwsze dwa lata po studiach pracowała jako nauczycielka języka angielskiego w Bușteni. Następnie utrzymywała się z pracy tłumaczki. W 1985 wyjechała do Londynu i dołączyła do zespołu Sekcji Rumuńskiej BBC, wchodzącej w skład BBC World Service. Najpierw przez siedem lat była tam reporterką, zaś w 1992 została awansowana na wicedyrektora Sekcji, którym była do 1993, po czym została wydawcą rumuńskojęzycznych audycji BBC.
W 1997 została przeniesiona do anglojęzycznej części BBC World Service i dołączyła do zespołu biura BBC w Brukseli. Po dwunastu latach pracy na tej placówce, w 2009 została jedną z korespondentek BBC w Berlinie. W czasie swojej pracy dla BBC specjalizowała się m.in. w problematyce transformacji ustrojowej i gospodarczej w Europie Środkowej i Wschodniej, zajmowała się m.in. działalnością dawnych komunistycznych służb specjalnych. Na potrzeby poświęconego im cyklu reportaży State Secrets dotarła do własnej teczki założonej w latach 80. przez Securitate.
W 2010 wygrała konkurs na rzecznika prasowego NATO, w związku z czym opuściła BBC. Funkcję pełniła do 2023

## Odznaczenia
- Medal NATO za Chwalebną Służbę – NATO, 2024[1]
- Odznaka Honorowa „Bene Merito” – Polska, 2025[2]